# Rimac Nevera
Der Rimac Nevera [rǐːmat͡s něʋeːra] ist ein vollelektrischer Supersportwagen des kroatischen Automobilherstellers Rimac Automobili. Der erste Prototyp wurde im August 2021 veröffentlicht. Die Produktion des Nevera ist auf 150 Fahrzeuge begrenzt. Nach Abschluss der Crashtests für die Homologation wurde das erste Serienmodell des Nevera im August 2022 ausgeliefert. Die Auslieferungen in die Vereinigten Staaten begannen im Juni 2023. Das Fahrzeug wurde von Rimac entwickelt und wird dort hergestellt.

## Übersicht

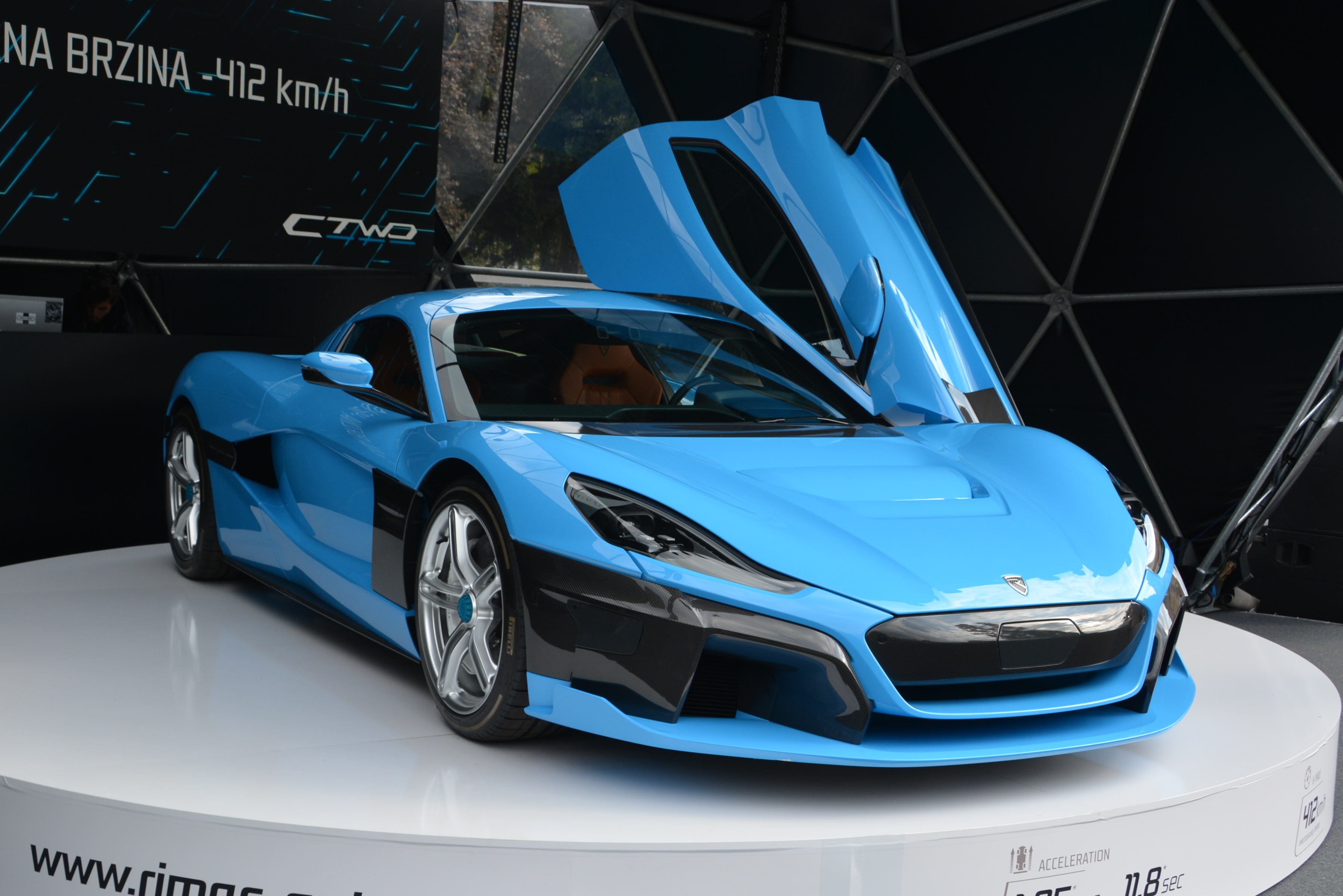
Rimac C_Two

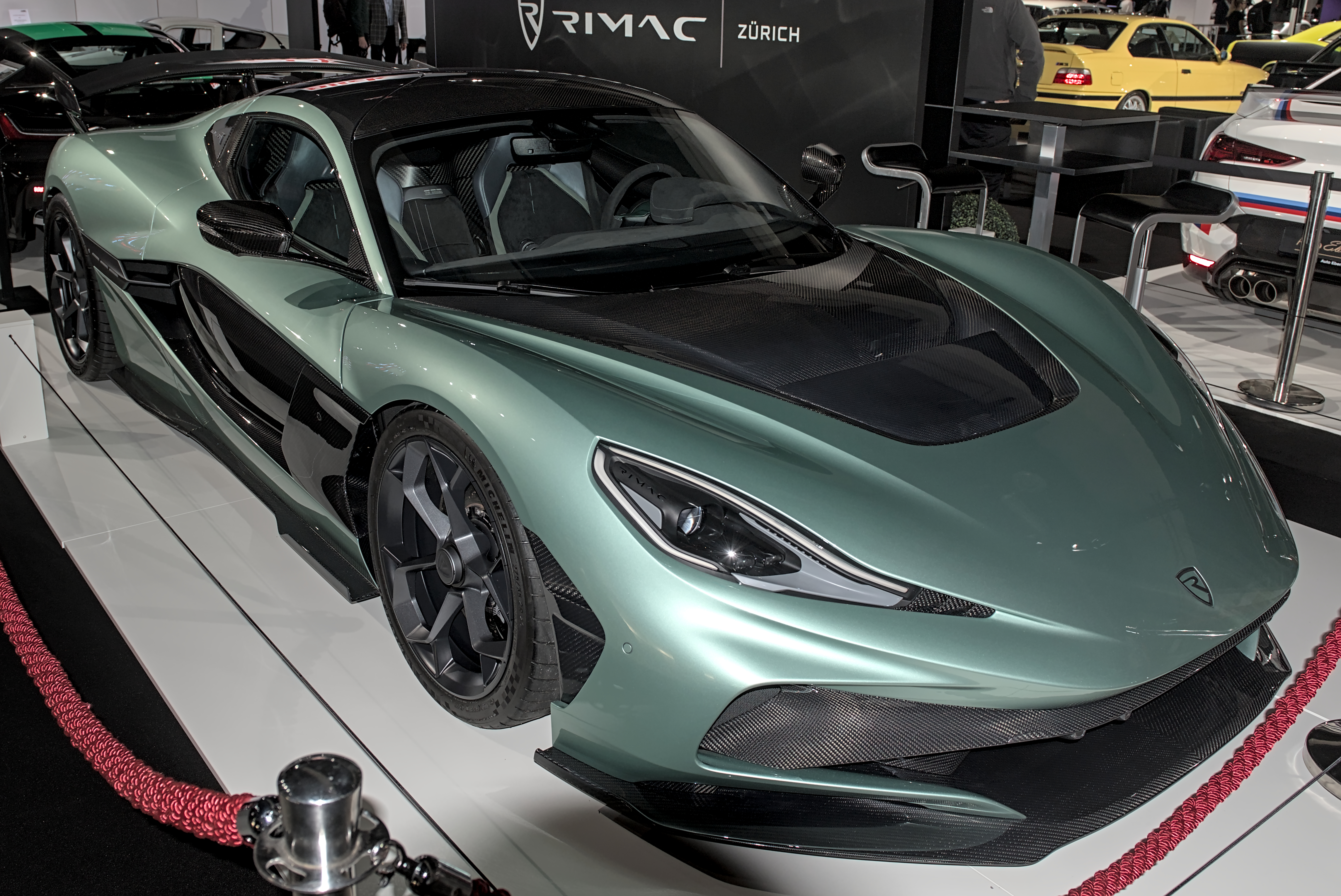
Rimac Nevera R

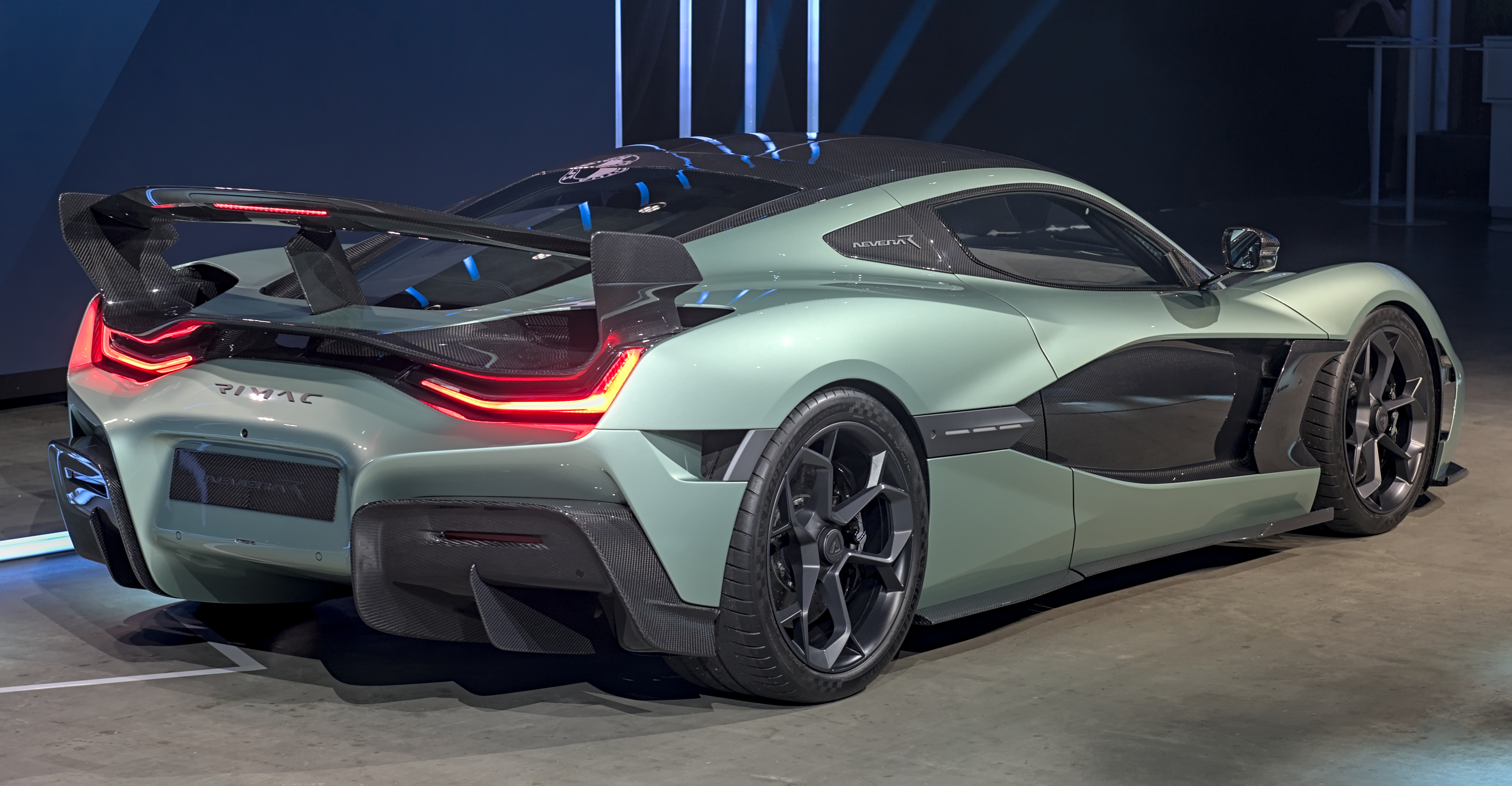
Rimac Nevera R, Heckansicht

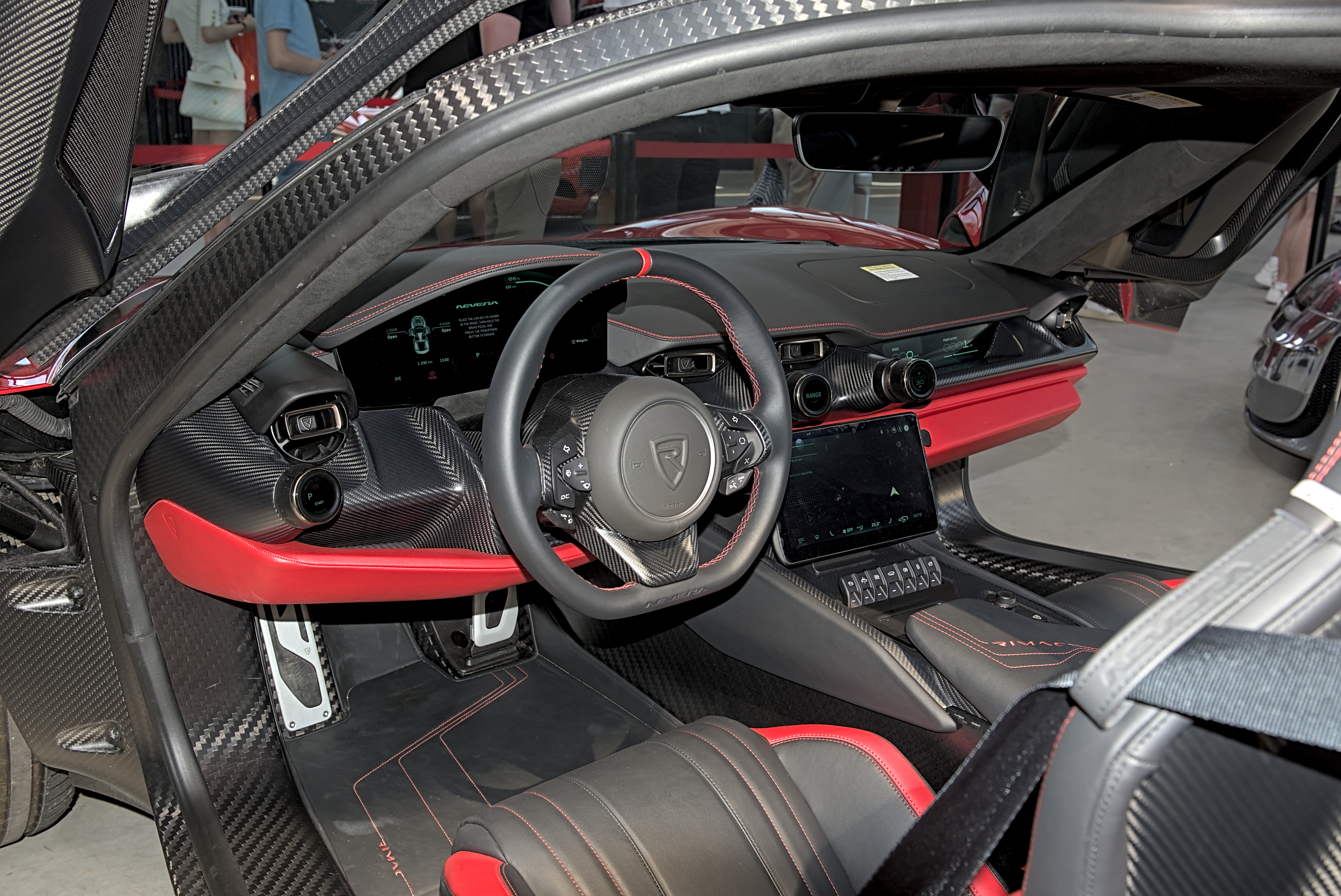
Innenraum

Das Auto wurde auf dem Genfer Automobilsalon 2018 als Rimac C_Two enthüllt; es wurde später bei seiner Einführung in Nevera umbenannt. Es ist das zweite Auto des Herstellers nach dem Rimac Concept One. Rimac beschrieb seine Entwicklung als „Streben nach dem ultimativen elektrischen Hypercar-Fahrerlebnis“.
Der Name Nevera stammt von dem kroatischen Wort für plötzliche und kurze Stürme, die in der Regel von Blitzen begleitet werden und vor allem an der kroatischen Adria-Küste auftreten.
Der Nevera wird in der gleichen Fabrik und im gleichen Rhythmus (etwa 1 pro Woche) hergestellt wie das Grundgerüst des Pininfarina Battista, der auf der gleichen Plattform basiert.

## Entwicklung
Der Nevera wurde ursprünglich als Konzeptfahrzeug C_Two vorgestellt. Zur Verfeinerung der Konstruktion durchlief der Wagen ab 2018 ein umfangreiches Test- und Entwicklungsprogramm. Fast alle wesentlichen Teile des Nevera werden am Hauptsitz von Rimac in der Nähe von Zagreb, Kroatien, entwickelt und hergestellt.
Während des weltweiten Homologationsprozesses baute das Unternehmen 4 Prototypen für verschiedene Testzwecke.
Im Juni 2020 eröffnete Rimac ein neues Werk in Veliko Trgovišće, das der Montage von Nevera-Homologationsprototypen sowie von Serienfahrzeugen für Kunden dient. Bei voller Auslastung sollte das Werk bis Ende 2020 vier Fahrzeuge pro Monat produzieren, darunter zusätzlich 13 Prototypen für die Homologationsprüfung bis zur Zerstörung und zehn Vorserienfahrzeuge. Der YouTuber und Automobil-Influencer Misha Charoudin gehörte zu den ersten Personen, die den Rimac Nevera testeten, indem er einen Prototyp auf einer geschlossenen Rennstrecke fuhr.
Mit dem Ende der passiven Sicherheitstests in den USA wurde im Februar 2022 das Crashtestprogramm für die weltweite Zulassung des Nevera nach vier Jahren abgeschlossen. Die europäischen Crashtests waren bereits im Jahr 2021 abgeschlossen worden.
Im August 2022 nahm der Formel-1-Weltmeister von 2016, Nico Rosberg, das Auto Nummer 1 einer geplanten Produktionsserie von 150 Stück in Empfang. Bis Mai 2024 wurden den Angaben zufolge mehr als 50 Fahrzeuge an Kunden ausgeliefert, wobei der Produktionszeitraum länger als erwartet war.
Im August 2024 präsentierte Rimac die leistungsstärkere Version Nevera R. Von ihr sollen 40 Exemplare gebaut werden. Ein feststehender Heckflügel und Verbesserungen in der Aerodynamik sollen für einen um 15 % höheren Abtrieb sorgen.

## Leistung
Jedes der vier Räder des Nevera wird einzeln von einem Elektromotor mit Permanentmagneten angetrieben. Zusammen erzeugen sie eine Gesamtleistung von 1408 kW (1914 PS) und ein Drehmoment von 2360 Nm. Jeder Radsatz, vorne und hinten, hat ein Einganggetriebe, damit das volle Drehmoment links oder rechts von der jeweiligen Achse aufgebracht werden kann. Die Kraft an jedem Rad kann stufenlos geregelt werden (All-Wheel Torque Vectoring 2 (R-AWTV 2)).
Am 15. November 2022 veröffentlichte Rimac zwei Videos, die zeigen, wie das Auto auf der Rennstrecke von Automotive Testing Papenburg eine Geschwindigkeit von 412 km/h erreicht, was dazu führte, dass die Medien es als das „schnellste Elektroauto der Welt“ bezeichneten.
Rimac gab am 17. Mai 2023 bekannt, dass der Nevera an einem einzigen Tag 23 Leistungsrekorde aufgestellt habe, darunter 0–97 km/h in 1,74 s, 0–100 km/h in 1,82 s, ¼ Meile (0,4 km) in 8,25 s, und 0–400–0 km/h in 29,93 s.
Am 17. Juli 2023 stellte er beim Goodwood Festival of Speed mit einer Zeit von 49,32 Sekunden den Rekord für das schnellste Serien-Elektroauto auf.
Am 18. August 2023 stellte er mit 7:05,298 Minuten den Rekord für das schnellste Serien-Elektrofahrzeug auf der Nordschleife des Nürburgrings auf, gefahren von dem kroatischen Fahrer Martin Kodrić. Der Rekord wurde am 1. April 2025 von Vincent Radermecker am Steuer eines Xiaomi SU7 Ultra mit 7:04,957 Minuten unterboten.
Am 7. November 2023 wurde mit 275,74 km/h der Rekord für das schnellste rückwärts fahrende Auto aufgestellt.

## Merkmale und technische Daten
Die Formgestaltung des Wagens ist neu, unter anderem gibt es statt der herkömmlichen Türen sogenannte Schmetterlingstüren. Das Monocoque wiegt 200 kg, das Dach ist verklebt. Diese Teile bestehen aus kohlenstofffaserverstärktem Kunststoff („Carbon“).
Die 120 kWh Akku-Kapazität des Nevera ergeben sich aus 6960 zylindrischen Einzelzellen; sie werden flüssigkeitsgekühlt. Damit hat das Auto eine Reichweite von 490 km im WLTP-Fahrzyklus (647 km im NEFZ-Testzyklus); außerdem soll das Auto zwei aufeinander folgende Runden auf dem Nürburgring ohne nennenswerte Leistungseinbußen absolvieren können. Rimac behauptet, das Auto sei so gebaut, dass es sehr langlebig ist und hart gefahren werden kann. An einer Schnellladesäule kann es in weniger als 30 Minuten auf 80 % aufgeladen werden. Darüber hinaus verfügt das Auto über Sensoren, die für das autonome Fahren nach SAE Level 4 benötigt werden (wenn ein Upgrade entwickelt wurde, das sie aktiviert) mit vollständigem Fahrerassistenzsystem (ADAS).
Gebremst wird mit Carbon-Keramik-Bremsen.
Im Fond ist ein Feuerlöscher angebracht, der von einem Lederriemen gehalten wird. Auf dem Löscher sind die Worte „In case of hill climb, extinguish fire“ (Im Falle eines Bergrennens, Feuer löschen) eingeprägt, eine Anspielung auf den The Grand Tour-Moderator Richard Hammond, der während eines Bergrennens mit einem Concept One verunglückte, wodurch der Wagen in Brand geriet; Hammond überlebte den Unfall mit einem gebrochenen Bein.
Die maximale Leistung beträgt 1408 kW (1914 PS) beim Standardmodell bzw. 1571 kW (2136 PS) beim Nevera R. Letzterer beschleunigt in 8,66 Sekunden von 0 auf 300 km/h – eine Sekunde schneller als bisher. Die Höchstgeschwindigkeit liegt – elektronisch begrenzt – bei 350 km/h. Zu Demonstrationszwecken wurden aber auch schon 412 km/h erreicht. Solche Geschwindigkeiten sind nur unter Aufsicht des Herstellers möglich.

## Rezeption der Vorserienfahrzeuge
Jonathan Lopez von der Zeitschrift Top Speed lobte 2018 den Nevera mit den Worten: „Es ist ein absolutes Novum, und das nicht nur im Segment der Elektroautos. Mit der eingebauten Technik und den verblüffenden Leistungsdaten hat diese Maschine das Zeug, es mit den Besten der Besten aufzunehmen.“
Tom Ford von Top Gear testete den frühen Prototyp im März 2020. Er lobte die „Durchschlagskraft“ in den Kurven trotz des Gewichts des Wagens und gab reichlich Feedback. Er kam zu dem Schluss, dass „er auch ohne die Drehmomentverzweigung gut schmeckt. […] Aber mit einem Basisauto, das so vielversprechend ist, und einem Unternehmen, das sich auf Spaß und nicht auf Zahlen konzentriert, verheißt das Gutes.“
Vlad Savov von The Verge kritisierte das Aussehen des Nevera, indem er es als „anonym und unaufregend“ beschrieb und es als weniger extravagant als das des Lamborghini Huracán bezeichnete, räumte aber ein, dass das Auto „nachsichtiger und entgegenkommender als die meisten anderen Hypercars“ sei. Er stellte aber auch fest, dass die Anzeigen des Infotainments zu sehr ablenkten.
Top Gear lobte in seinem 2021 erschienenen Testbericht eines Vorserienfahrzeugs die „atemberaubende Leistung, die unglaubliche Technik, das ultrasteife Fahrwerk, die Technik und die Verarbeitungsqualität“, merkte aber an, dass die Bremsen gewöhnungsbedürftig seien und einige Details noch verbessert werden müssten. Chris Perkins, der für Road & Track schrieb, nannte die Beschleunigung „wild und unerbittlich“ und bemerkte, dass der „Leistungssprung zwischen ‚ziemlich schnell‘ und ‚so schnell, dass einem das Atmen schwer fällt‘ etwas ganz Besonderes ist“. Schließlich nannte er den Nevera „das fortschrittlichste, leistungsstärkste und schnellste Auto, das es gibt“. Car and Driver hatte in seinem Bericht ähnliche Eindrücke und stellte fest, dass „Hypercars wie der Nevera nicht für jeden etwas sind, aber seine Bedeutung als der Moment, in dem ein batteriebetriebenes Auto den Bugatti Chiron stürzte, ist nicht zu leugnen. Der Verbrennungsmotor wird ihn vielleicht nie mehr einholen.“ Der Robb-Report-Journalist Ben Oliver bemerkte in seinen Eindrücken während einer Fahrt mit dem Auto, dass „das Geräusch die Dramatik, sowohl psychologisch als auch physisch, in einer Weise verstärkt, die kein anderes Straßenauto erreichen kann, und eine gefährlich charismatische, gespaltene Persönlichkeit schafft, die jeden ihrer siebenstelligen Beträge wert ist“.

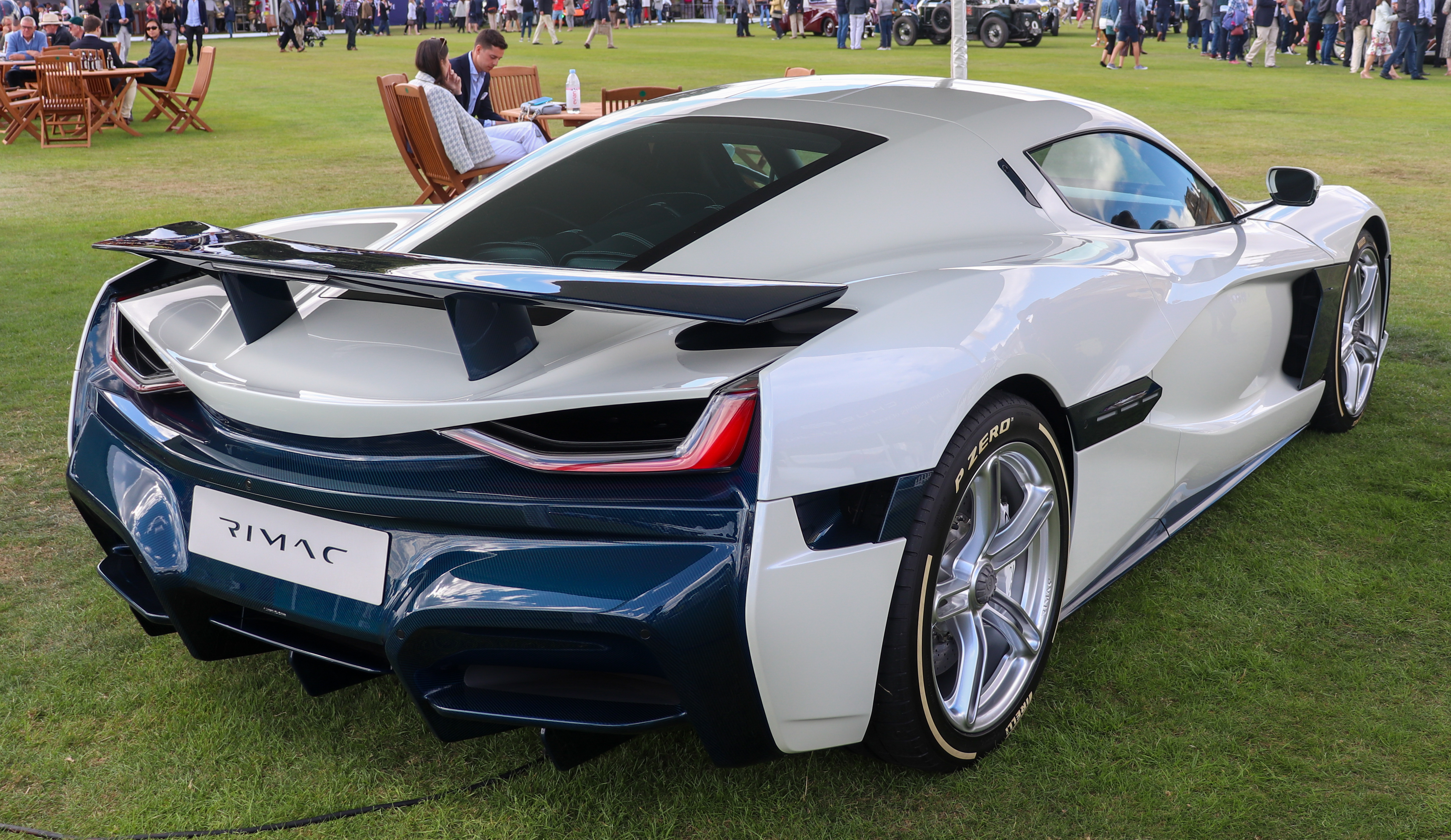
Heck
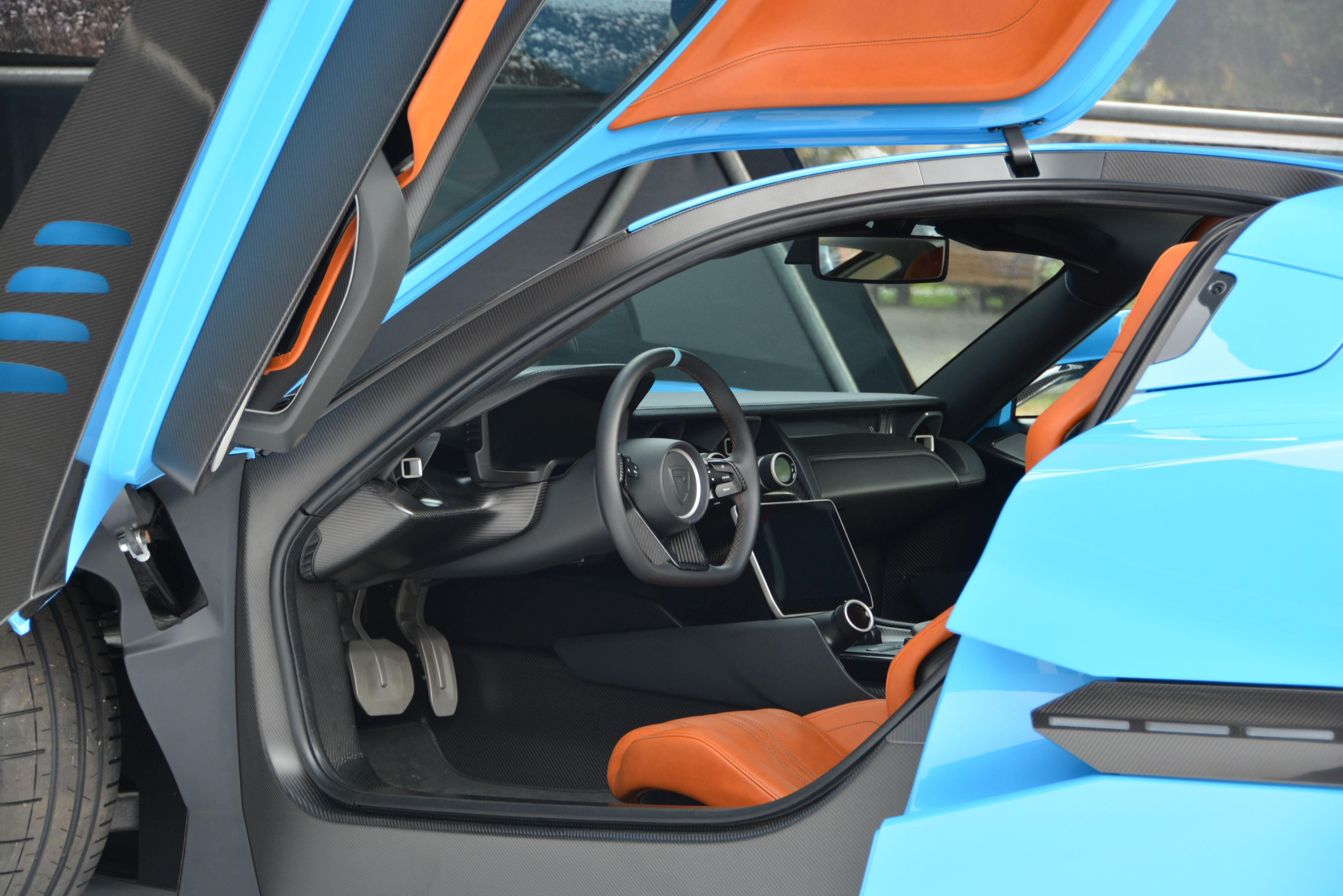
Innenraum
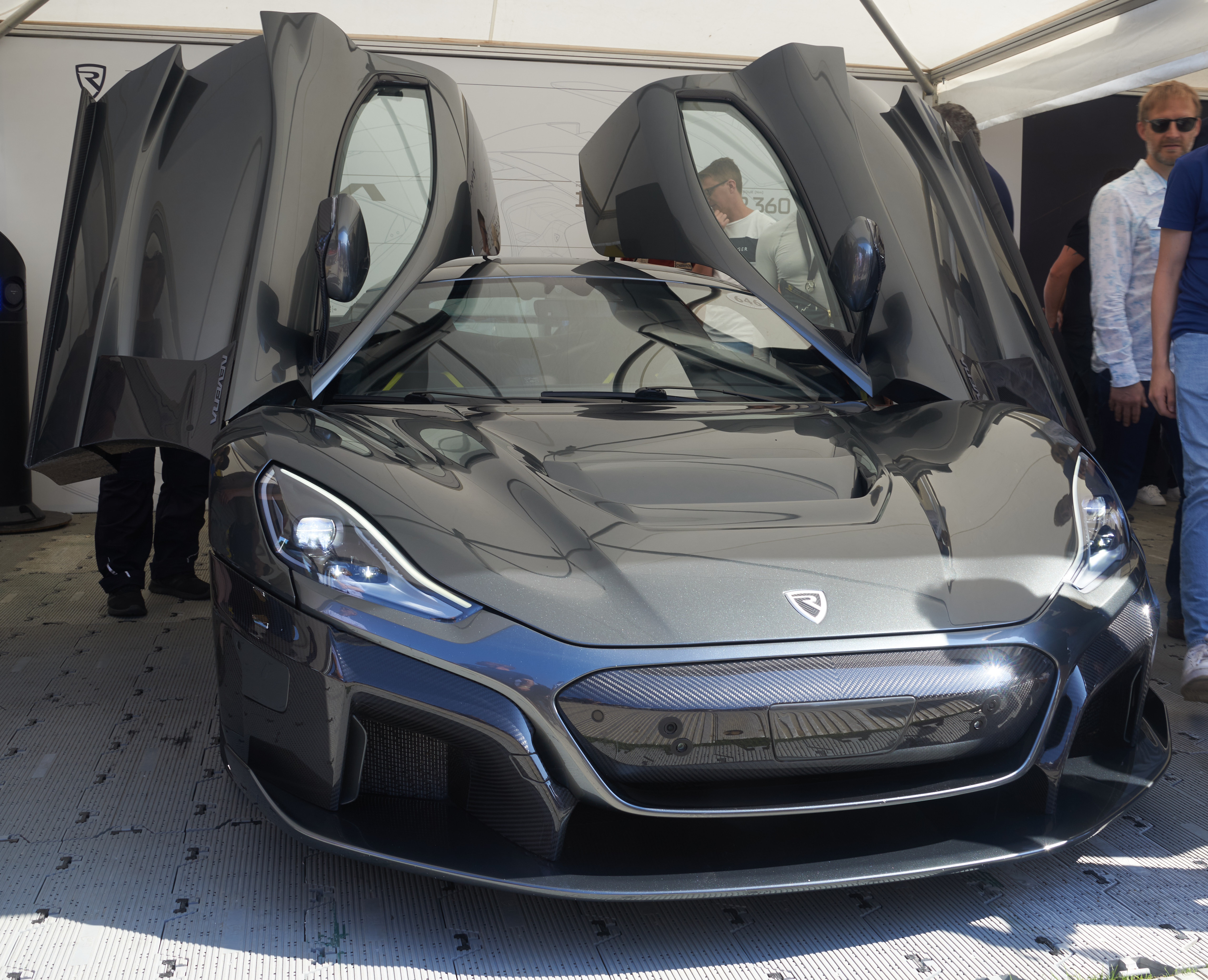
Nevera mit offenen Schmetterlingstüren
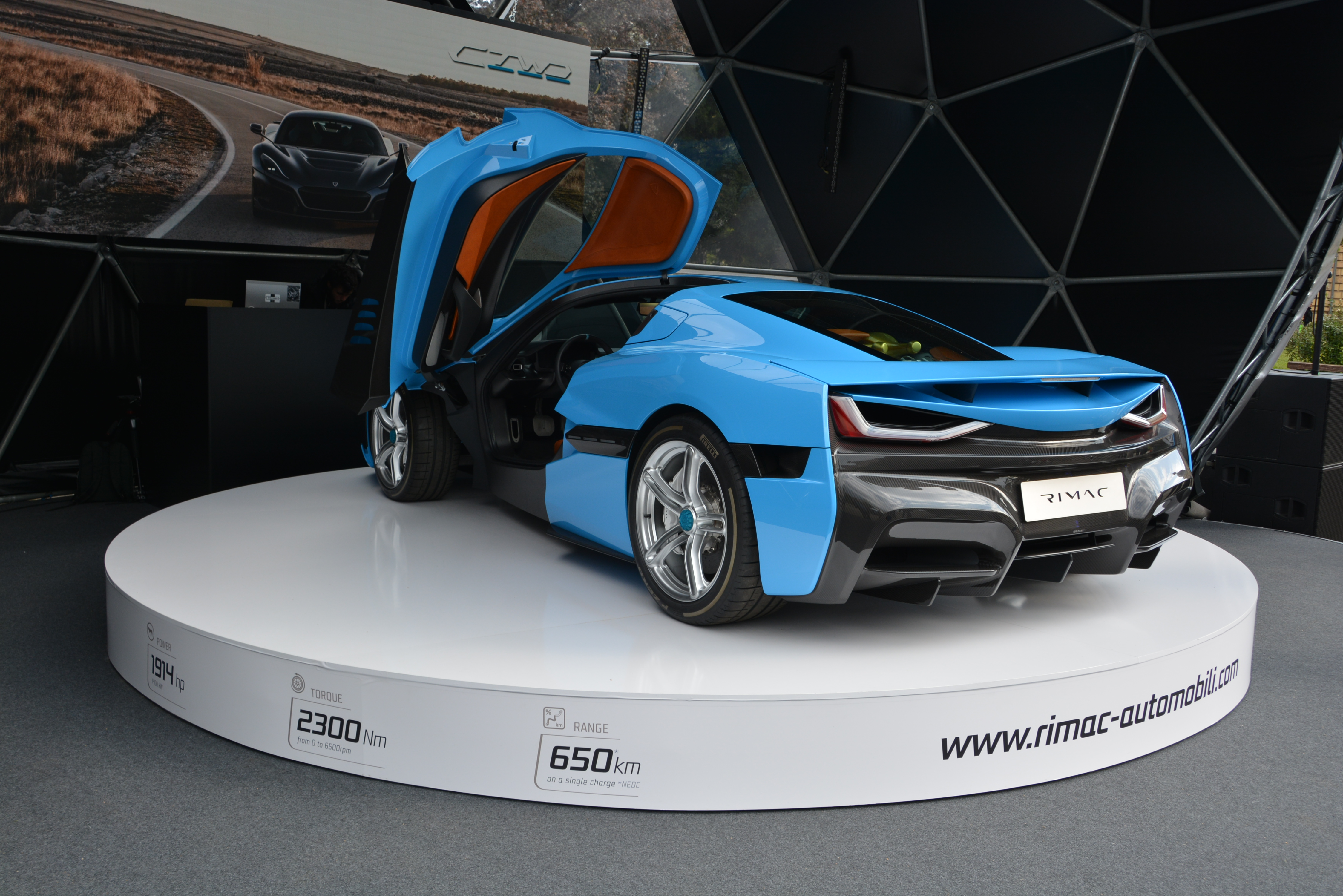
Heck

## Anerkennung
- Die Mattels Hot Wheels haben im 55. Jahr des Bestehens von Hotwheels den Nevera in ihre Sammlung von Modellen aus Autodruckguss aufgenommen, die vom 3D-Modellierer Manson Cheung.[48]

## Sponsoring
Der Nevera dient als Namensgeber der im April 2024 eröffneten Achterbahn Voltron Nevera im baden-württembergischen Europa-Park, wo auch eines der Fahrzeuge in einem Glas-Pavillon ausgestellt ist. Rimac Automobili ist Hauptsponsor der Achterbahn.